# Mistrzostwa Świata Juniorów w Narciarstwie Alpejskim 2025
44. Mistrzostwa świata juniorów w narciarstwie alpejskim – zawody w narciarstwie alpejskim, które odbyły się w dniach 25 lutego–6 marca 2025 r. na trasach we włoskim Tarvisio. W programie zawodów przewidziano po pięć konkurencji dla kobiet i mężczyzn: zjazd, supergigant, gigant, slalom oraz drużynową superkombinację. Ponadto rozegrane zostały mieszane zawody drużynowe w gigancie równoległym.
Były to ósme w historii zawody tego cyklu zorganizowane we Włoszech i drugie w tej miejscowości (poprzednio Tarvisio organizowało Mistrzostwa Świata Juniorów w Narciarstwie Alpejskim 2002).

## Wyniki
| Pozycja | Zawodnik            | Narodowość | Czas    |
| ------- | ------------------- | ---------- | ------- |
|         | Felix Rösle         | Niemcy     | 1:40,11 |
|         | Philipp Kälin       | Szwajcaria | 1:40,13 |
|         | Matthias Fernsebner | Austria    | 1:40,25 |
| 4.      | Matteo Haas         | Austria    | 1:40,49 |
| 5.      | Simon Widmesser     | Niemcy     | 1:40,57 |
| 6.      | Emanuel Lamp        | Włochy     | 1:40,88 |

| Pozycja | Zawodniczka      | Narodowość        | Czas    |
| ------- | ---------------- | ----------------- | ------- |
|         | Stefanie Grob    | Szwajcaria        | 1:43,29 |
|         | Jasmin Mathis    | Szwajcaria        | 1:43,30 |
|         | Garance Meyer    | Francja           | 1:43,58 |
| 4.      | Leonie Zegg      | Austria           | 1:43,84 |
| 5.      | Victoria Olivier | Austria           | 1:43,97 |
| 6.      | Allison Mollin   | Stany Zjednoczone | 1:44,16 |

| Pozycja | Zawodnik            | Narodowość | Czas  |
| ------- | ------------------- | ---------- | ----- |
|         | Benno Brandis       | Niemcy     | 56,97 |
|         | Sandro Manser       | Szwajcaria | 57,02 |
|         | Matthias Fernsebner | Austria    | 57,17 |
| 4.      | Philipp Kälin       | Szwajcaria | 57,33 |
| 5.      | Gabin Janet         | Szwajcaria | 57,36 |
| 6.      | Simon Widmesser     | Niemcy     | 57,54 |

| Pozycja | Zawodniczka    | Narodowość        | Czas    |
| ------- | -------------- | ----------------- | ------- |
|         | Jasmin Mathis  | Szwajcaria        | 1:02,30 |
|         | Leonie Zegg    | Austria           | 1:02,57 |
|         | Sara Thaler    | Włochy            | 1:02,59 |
| 4.      | Garance Meyer  | Francja           | 1:02,81 |
| 5.      | Stefanie Grob  | Szwajcaria        | 1:02,83 |
| 6.      | Allison Mollin | Stany Zjednoczone | 1:02,94 |

| Pozycja | Zawodnik             | Narodowość      | Czas    |
| ------- | -------------------- | --------------- | ------- |
|         | Flavio Vitale        | Francja         | 2:01,16 |
|         | Rasmus Bakkevig      | Norwegia        | 2:02,02 |
|         | Fabian Ax Swartz     | Szwecja         | 2:02,41 |
| 4.      | Sebastian Hagan      | Norwegia        | 2:02,45 |
| 5.      | Jack Irving          | Wielka Brytania | 2:02,63 |
| 6.      | Freddy Carrick-Smith | Wielka Brytania | 2:02,64 |

| Pozycja | Zawodniczka      | Narodowość        | Czas    |
| ------- | ---------------- | ----------------- | ------- |
|         | Giorgia Collomb  | Włochy            | 2:04,72 |
|         | Stefanie Grob    | Szwajcaria        | 2:05,28 |
|         | Elisabeth Bocock | Stany Zjednoczone | 2:05,34 |
| 4.      | Victoria Olivier | Austria           | 2:05,37 |
| 5.      | Tatum Bieler     | Włochy            | 2:05,38 |
| 6.      | Laila Illig      | Niemcy            | 2:05,50 |

| Pozycja | Zawodnik                | Narodowość      | Czas    |
| ------- | ----------------------- | --------------- | ------- |
|         | Theodor Brækken         | Norwegia        | 1:29,85 |
|         | Gustav Wissting         | Szwecja         | 1:30,21 |
|         | Luca Carrick-Smith      | Wielka Brytania | 1:30,31 |
| 4.      | Moritz Zudrell          | Austria         | 1:30,92 |
| 5.      | Max Uhlir               | Szwecja         | 1:31,01 |
| 6.      | Aleix Aubert Serracanta | Hiszpania       | 1:31,55 |

| Pozycja | Zawodniczka        | Narodowość | Czas    |
| ------- | ------------------ | ---------- | ------- |
|         | Cornelia Öhlund    | Szwecja    | 1:28,61 |
|         | Leonie Raich       | Austria    | 1:28,79 |
|         | Natalie Falch      | Austria    | 1:28,91 |
| 4.      | Esther Nordberg    | Szwecja    | 1:29,17 |
| 5.      | Giorgia Collomb    | Włochy     | 1:29,37 |
| 6.      | Christina Jacobsen | Norwegia   | 1:29,43 |

### Drużynowo
| Konkurencja                | Złoto                                                            | Srebro                                                                     | Brąz                                                                          |
| Superkombinacja mężczyzn   | Francja 1 Thomas Chaix · Jonas Skabar                            | Szwajcaria 3 Gabin Janet · Jack Spencer                                    | Stany Zjednoczone 1 Hunter Salani · Stanley Buzek                             |
| Superkombinacja kobiet     | Austria 2 Viktoria Bürgler · Natalie Falch                       | Szwecja 2 Liza Backlund · Moa Landström                                    | Austria 4 Emilia Herzgsell · Elena Riederer                                   |
| Gigant równoległy mieszany | Francja Juna Brand · Jonas Skabar · Garance Meyer · Arthur Heude | Szwecja Liza Backlund · Albin Larsson · Astrid Hedin · Alexander Ax Swartz | Stany Zjednoczone Elisabeth Bocock · Sawyer Reed · Liv Moritz · Stanley Buzek |

## Klasyfikacja medalowa
| Miejsce | Państwo           |   |   |   | złoto · srebro · brąz |
| ------- | ----------------- | - | - | - | --------------------- |
| 1.      | Francja           | 3 | 0 | 1 | 4                     |
| 2.      | Szwajcaria        | 2 | 5 | 0 | 7                     |
| 3.      | Niemcy            | 2 | 0 | 0 | 2                     |
| 4.      | Szwecja           | 1 | 3 | 1 | 5                     |
| 5.      | Austria           | 1 | 2 | 4 | 7                     |
| 6.      | Norwegia          | 1 | 1 | 0 | 2                     |
| 7.      | Włochy            | 1 | 0 | 1 | 2                     |
| 8.      | Stany Zjednoczone | 0 | 0 | 3 | 3                     |
| 9.      | Wielka Brytania   | 0 | 0 | 1 | 1                     |